# (690822) 2014 MH70
(690822) 2014 MH70 ist ein großes transneptunisches Objekt im Kuipergürtel, das bahndynamisch als Plutino eingestuft wird. Aufgrund seiner Größe gehört der Asteroid zu den Zwergplanetenkandidaten.

## Entdeckung
2014 MH70 wurde am 28. Juni 2014 von einem Astronomenteam, bestehend aus B. Gibson, T. Goggia, N. Primak, A. Schultz und M. Willman, im Rahmen des Pan-STARRS-Projekts mit dem 1,8-m-Ritchey Chretien-Teleskop (PS1) am Haleakalā-Observatorium (Maui) entdeckt. Die Entdeckung wurde am 17. Juli 2016 bekanntgegeben.
Nach seiner Entdeckung ließ sich 2014 MH70 auf Fotos, die ebenfalls im Rahmen des Pan-STARRS-Programmes gemacht wurden, bis zum 4. September 2010 zurückgehend identifizieren und so seinen Beobachtungszeitraum um vier Jahre verlängern, um so seine Umlaufbahn genauer zu berechnen. Bisher wurde der Planetoid nur durch das Pan-STARRS-Teleskop beobachtet. Im Dezember 2018 lagen insgesamt 119 Beobachtungen über einen Zeitraum von 8 Jahren vor. Die bisher letzte Beobachtung wurde im Oktober 2017 auch wieder am Pan-STARRS-Teleskop durchgeführt. (Stand 27. März 2019)

## Eigenschaften

### Umlaufbahn
2014 MH70 umkreist die Sonne in 248,23 Jahren auf einer leicht elliptischen Umlaufbahn zwischen 32,76 AE und 46,23 AE Abstand zu deren Zentrum. Die Bahnexzentrizität beträgt 0,170, die Bahn ist 3,28° gegenüber der Ekliptik geneigt. Derzeit ist der Planetoid 45,07 AE von der Sonne entfernt. Das Perihel durchlief er das letzte Mal 1922, der nächste Periheldurchlauf dürfte also im Jahre 2170 erfolgen.
Marc Buie (DES) klassifiziert den Planetoiden als Plutino (2:3-Resonanz mit Neptun), während vom Minor Planet Center keine spezifische Einstufung existiert; letzteres führt ihn als Nicht-SDO und allgemein als «Distant Object».

### Größe
Derzeit wird von einem Durchmesser von 315 km ausgegangen, basierend auf einem Rückstrahlvermögen von 8 % und einer absoluten Helligkeit von 5,9 m. Ausgehend von diesem Durchmesser ergibt sich eine Gesamtoberfläche von etwa 312.000 km². Die scheinbare Helligkeit von 2014 MH70 beträgt 22,55 m.
Da es denkbar ist, dass sich 2014 MH70 aufgrund seiner Größe im hydrostatischen Gleichgewicht befindet und somit weitgehend rund sein könnte, erfüllt er möglicherweise die Kriterien für eine Einstufung als Zwergplanet. Mike Brown geht davon aus, dass es sich bei 2014 MH70 um vielleicht einen Zwergplaneten handelt.
| Jahr                                         | Abmessungen km | Quelle   |
| -------------------------------------------- | -------------- | -------- |
| 2018                                         | 336,0          | Johnston |
| 2018                                         | 315,0          | Brown    |
| Die präziseste Bestimmung ist fett markiert. |                |          |